# アイゼンロール図法

アイゼンロール図法

アイゼンロール図法（アイゼンロールずほう、Eisenlohr projection）は、地図投影法の一種で、正角図法に分類される。1870年にフリードリヒ・アイゼンロールがパフヌティ・チェビシェフの手法を用いることで、全球面を中央経線の反対側で切り裂いた場合の縮尺変化を最小にした正角図法である。

## 投影式と性質
中央経線を {\displaystyle \lambda _{0}} とし、赤道を {\displaystyle x} 軸、中央経線を {\displaystyle y} 軸とすると、地球上の緯度 {\displaystyle \phi }、経度 {\displaystyle \lambda } に当たる点は、
{\displaystyle V={\sqrt {\frac {\cos {\frac {\phi }{2}}+{\sqrt {\cos \phi }}\cos({\frac {\pi }{4}}-{\frac {\lambda -\lambda _{0}}{2}})}{\cos {\frac {\phi }{2}}+{\sqrt {\cos \phi }}\cos({\frac {\pi }{4}}+{\frac {\lambda -\lambda _{0}}{2}})}}}}
{\displaystyle C=\cos {\frac {\phi }{2}}+{\sqrt {2\cos \phi }}\cos {\frac {\lambda -\lambda _{0}}{2}},\quad S=\sin {\frac {\phi }{2}}}
{\displaystyle x=(3+{\sqrt {8}})R\{-2\log {V}+{\sqrt {2}}{\frac {C}{\sqrt {C^{2}+S^{2}}}}(V-{\frac {1}{V}})\}}
{\displaystyle y=(3+{\sqrt {8}})R\{-2\arctan {\frac {S}{C}}+{\sqrt {2}}{\frac {S}{\sqrt {C^{2}+S^{2}}}}(V+{\frac {1}{V}})\}}
ただし係数は、半径 {\displaystyle R} の球に対して中央の縮尺が 1 となる場合である。
この図法は外周部分（中央経線の反対側に当たる部分）における縮尺が一定である。与えられた領域の外周部分で縮尺が一定の正角図法は、その領域内の縮尺変化が最小となる図法であることが、チェビシェフとグラーベにより示されている。